# بهاءالدین بن شداد
یوسف بن رافع اسدی شهرت‌یافته به بهاءالدین بن اشداد (لقب+نام یکی از اجدادش) (۵ مارس ۱۱۴۵ - ۷ نوامبر ۱۲۳۴) قاری، مفسر، فقیه، قاضی، نویسنده کرد و مسلمان بود که مدتی استادیار نظامیه بغداد منصوب شده بود.

## آثار
- نوادر السلطانیة و المحاسن الیوسفیه
- سیرة الملک الظاهر بیبر
- تاریخ حلب
- دلائل الأحکام
- ملجأ الحکّام عند التباس الأحکام
- الموجز الباهر فی الفق
- کتاب فی الحدیث
- کتاب فضل الجهاد
- کتاب العصا